# Michaela Opltová
Michaela Opltová (* 1. října 1985 Plzeň) je česká politička, od října 2021 poslankyně Poslanecké sněmovny PČR, v letech 2020 až 2021 a opět od roku 2024 zastupitelka Plzeňského kraje, od roku 2010 zastupitelka a starostka obce Kozolupy v okrese Plzeň-sever, členka hnutí STAN.

## Život
Vystudovala obor regionální studia a mezinárodní obchod (získala titul Ing.).[zdroj?]
Angažuje se jako členka Komory obcí Svazu měst a obcí ČR; předsedkyně Mikroregionu Touškovsko; předsedkyně DSO – Čistírna – zájmové sdružení obcí Město Touškov, Kozolupy, Bdeněves; místopředsedkyně MAS Radbuza a členka Občanského sdružení Soubor Kreténů Kozolupy.[zdroj?]
Michaela Opltová je svobodná, má jedno dítě. Žije v obci Kozolupy v okrese Plzeň-sever. Ve volném čase se věnuje cyklistice, tenisu, tanci, sjezdovým a běžeckým lyžím, in-line bruslím, motoristickým sportům a jízdě na motorce. Jejím velkým koníčkem je jídlo.
Začátkem května 2024 oznámila svůj milostný poměr se současným náčelníkem Generálního štábu Armády České republiky Karlem Řehkou. Ten o něco dříve publikoval na sociálních platformách informaci, že jeho manželství skončilo, s manželkou jsou odloučeni a rozvádí se.

## Politické působení
V komunálních volbách v roce 2010 byla jako nezávislá na kandidátce subjektu "Sdružení nezávislých kandidátů za S.K.Kozolupy" zvolena zastupitelkou obce Kozolupy. V listopadu 2010 se pak stala i starostkou obce. Mandát zastupitelky obhájila ve volbách v roce 2014, když z pozice nestraničky za STAN vedla kandidátku subjektu "Sdružení nezávislých kandidátů za S. K. Kozolupy a hnutí STAN". V listopadu 2014 se po druhé stala starostkou obce. Také ve volbách v roce 2018 obhájila post zastupitelky obce, když jako členka hnutí STAN vedla kandidátku subjektu "S. K. KOZOLUPY, SDRUŽENÍ NEZÁVISLÝCH KANDIDÁTŮ A HNUTÍ STAN". Na konci října 2018 se stala již po třetí starostkou obce. V komunálních volbách v roce 2022 kandidovala do zastupitelstva Kozolup jako lídryně kandidátky subjektu „S.K.K. S PODPOROU HNUTÍ STAN“. Mandát zastupitelky obce se jí podařilo obhájit. Dne 19. října 2022 byla již po čtvrté zvolena starostkou obce.
V krajských volbách v roce 2016 kandidovala jako nestranička za STAN na kandidátce subjektu "Starostové a Patrioti s podporou Svobodných a Soukromníků" do Zastupitelstva Plzeňského kraje, ale neuspěla. Ve volbách do Poslanecké sněmovny PČR v roce 2017 byla z pozice členky hnutí STAN lídryní kandidátky v Plzeňském kraji, ale neuspěla.
Ve volbách do Evropského parlamentu v květnu 2019 kandidovala jako členka hnutí STAN na 18. místě kandidátky subjektu s názvem "Starostové (STAN) s regionálními partnery a TOP 09", ale nebyla zvolena.
V krajských volbách v roce 2020 byla zvolena jako členka hnutí STAN zastupitelkou Plzeňského kraje, když kandidovala za subjekt „STAROSTOVÉ (STAN) s JOSEFEM BERNARDEM a podporou Zelených, PRO PLZEŇ a Idealistů“. V prosinci 2021 na mandát krajské zastupitelky rezignovala. Nicméně ve volbách v roce 2024 byla opět zvolena.
Ve volbách do Poslanecké sněmovny PČR v roce 2021 kandidovala jako členka hnutí STAN na 5. místě kandidátky koalice Piráti a Starostové v Plzeňském kraji. Vlivem 8 999 preferenčních hlasů skončila nakonec první, a stala se tak poslankyní.
Ve volbách do Poslanecké sněmovny PČR v roce 2025 je lídryní hnutí STAN v Plzeňském kraji.